# Eva Larsson
Anna Eva Margaretha Larsson (* 27. Februar 1973 in Kungälv) ist eine ehemalige schwedische Fußballspielerin, die als Torhüterin agierte.

## Karriere

### Vereine
Larsson kam zuletzt in der Spielzeit 1996 für den in Mölndal im Ballungsraum Göteborg ansässigen Jitex BK/JG 93 zu Punktspielen in der Damallsvenskan, der höchsten Spielklasse im schwedischen Frauenfußball.
Ab der Spielzeit 1997 war sie für den Ligakonkurrenten Älvsjö AIK aktiv, mit dem sie auf Anhieb die Meisterschaft gewann.

### Nationalmannschaft
Larsson debütierte als Nationalspielerin für den SvFF in der U17-Nationalmannschaft, die am 18. Juli 1989 in Randaberg im ersten Spiel im Turnier um den Nordic-Cup die U17-Nationalmannschaft Norwegens mit 1:0 bezwang. In den drei weiteren Turnierspielen wurde sie ebenfalls eingesetzt.
Für die U21-Nationalmannschaft bestritt sie 31 Länderspiele, die allesamt in Freundschaft ausgetragen wurden. Sie kam das erste Mal am 8. August 1991 beim 3:0-Sieg im Freundschaftsspiel gegen die Nationalmannschaft Deutschlands zum Einsatz, wie auch in ihrem letzten Länderspiel am 30. April 1997 beim 3:0-Sieg in Göteborg. Am 5. April 1995 erzielte sie in ihrem 27. Länderspiel beim 2:0-Sieg über die U21-Nationalmannschaft Polens mit dem Treffer zur 1:0-Führung ihr erstes (und einziges) Länderspieltor.
Für die A-Nationalmannschaft bestritt sie drei Länderspiele. Ihr erstes erfolgte am 30. Oktober 1997 in Chattanooga bei der 1:3-Niederlage im Freundschaftsspiel gegen die US-amerikanische Nationalmannschaft. Ihr zweites A-Länderspiel bestritt sie am 24. Januar 1998 bei der 1:4-Niederlage gegen die Nationalmannschaft Chinas im letzten Spiel des Vier-Nationen-Turniers in Guangzhou. Ihr drittes Länderspiel war das letzte Spiel der Gruppe B im Turnier um den Algarve-Cup 1998, das mit 2:0 gegen die Nationalmannschaft Portugals beendet wurde.
Larsson gehörte dem Kader für das olympische Fußballturnier 1996 an, wurde in den drei Spielen der Gruppe E jedoch nicht eingesetzt. Auch bei der Europameisterschaft 1997 in Norwegen und Schweden gehörte sie dem Kader an, ohne zum Einsatz gekommen zu sein.

## Erfolge
- Schwedische Meisterin: 1997